# Exchange Coffee House

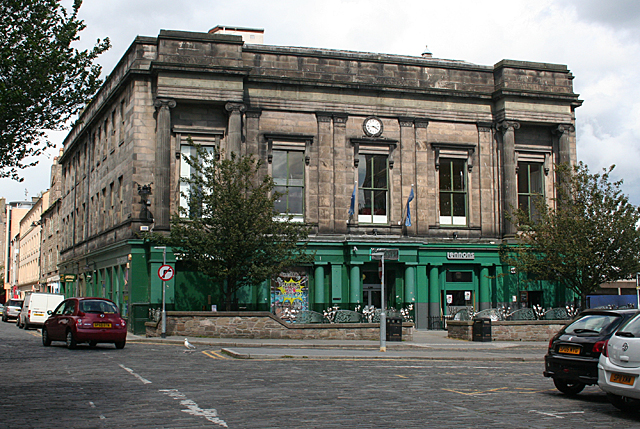
Exchange Coffee House

Das Exchange Coffee House ist ein Geschäftsgebäude in der schottischen Stadt Dundee in der gleichnamigen Council Area. 1965 wurde das Bauwerk in die schottischen Denkmallisten in der höchsten Denkmalkategorie A aufgenommen.

## Geschichte
Das Gebäude wurde im Jahre 1828 als Versammlungsstätte, Kaffeehaus und Kaufmannsbibliothek mit Lesesaal errichtet. Die Baukosten beliefen sich auf 9000 £. Das Erdgeschoss war als Ladenfläche vorgesehen. Verhandlungen zur Einrichtung des Zollamts auf der Fläche verliefen nicht positiv. Zwischen 1877 und 1888 wurde das Exchange Coffee House als Musikhalle genutzt. Dann bis 1910 diente es als städtischer Versammlungsraum, bevor die örtliche Freimaurerloge das Gebäude bis 1923 nutzte. Zwischen 1926 und 1992 war die Druckerei David Winter and Son dort eingerichtet. Im Folgejahr erwarb die Stadt Dundee das Exchange Coffee House.

## Beschreibung
Das Exchange Coffee House steht an der Einmündung der Castle Street in die Dock Street am Südrand des Stadtzentrums von Dundee. Das zweistöckige Gebäude ist klassizistisch ausgestaltet. An der westexponierten Hauptfassade des Sandsteingebäudes tritt zentral ein kleiner Portikus mit dorischen Säulen heraus. Flankierend sind flächige Schaufensterelemente eingelassen. Das pilastrierte Obergeschoss ist mit ionischen Säulen ausgeführt. Gurt- und Kranzgesimse gliedern die Fassade horizontal. Gesimse bekrönen die drei südexponierten Fenster entlang der Dock Street. Die zehn Achsen weite Fassade entlang der Exchange Street ist schlichter ausgestaltet. Im Erdgeschoss sind Ladengeschäfte mit Schaufenstern gereiht. Links führt eine segmentbogige Durchfahrt auf den Innenhof.